# Larger Than Life (Jody Watley)
Larger Than Life è il secondo album in studio della cantante statunitense Jody Watley, pubblicato nel 1989.

## Tracce
Testi e musiche di André Cymone e Jody Watley, eccetto dove indicato.
1. Real Love – 4:23
2. Friends (André Cymone, Jody Watley, Eric Barrier, William Griffin) – 4:30
3. Everything (Gardner Cole, James Newton Howard) – 4:15
4. What 'cha Gonna Do for Me – 4:12
5. L.O.V.E.R. – 4:49
6. For Love's Sake – 5:26
7. Lifestyle – 4:14
8. Precious Love – 4:45
9. Something New (André Cymone, Jody Watley, Franne Golde) – 4:20
10. Once You Leave – 4:01
11. Come into My Life – 5:31
12. Only You – 3:53